# Prix Juhana-Heikki-Erkko
Le prix Juhana-Heikki-Erkko (en finnois : J. H. Erkon palkinto) est un prix littéraire finlandais qui fut distribué de 1964 à 1994 pour récompenser une première œuvre littéraire.
À partir de 1995, le prix a été remplacé par le Prix littéraire Helsingin Sanomat. 
Le nom du prix a été choisi en en mémoire de l'écrivain finlandais Juhana Heikki Erkko.

## Lauréats
| Année | Auteur                                         | Livre                                                |
| ----- | ---------------------------------------------- | ---------------------------------------------------- |
| 1964  | Kari Aronpuro Matti Paavilainen                | Peltiset enkelit Sukukartta                          |
| 1965  | Matti Rossi Pekka Suhonen                      | Näytelmän henkilöt Kootut runot                      |
| 1966  | Eira Stenberg Reijo Lehtinen                   | Kapina huoneessa Sinun nimes kirjoihin               |
| 1967  | Veikko Polameri                                | 365                                                  |
| 1968  | Tytti Parras                                   | Jojo                                                 |
| 1969  | Daniel Katz Esko Raento                        | Kun isoisä Suomeen hiihti Kokkonen                   |
| 1970  | Hans Selo                                      | Diiva                                                |
| 1971  | Matti Summanen Antti Tuuri                     | Haukka Lentää Asioiden suhteet ja Lauantaina illalla |
| 1972  | Merja Huttunen Kaiho Nieminen Jukka Pakkanen   | Hello love Lovistoori Koko maailman meno             |
| 1973  | Heikki Turunen                                 | Simpauttaja                                          |
| 1974  | Risto Antikainen Raine Mäkinen                 | Hiljainen kylätie Kuuma syksy, romaani               |
| 1975  | Pirkko Saisio                                  | Elämänmeno                                           |
| 1976  | Eeva Heilala Asko Laurila                      | Hyvä on maa Aurinko ja omenapuu                      |
| 1977  | Matti Pulkkinen                                | Ja pesäpuu itki                                      |
| 1978  | Hannu Helin Olli Jalonen                       | Tärisen maailman kyljessä Unien tausta               |
| 1979  | Ari Ahola                                      | Rajan miehet                                         |
| 1980  | Hannu Kankaanpää Kari Levola Kirsti Simonsuuri | Sukupolvi Avovedet Murattikaide                      |
| 1981  | Anja Kauranen                                  | Sonja O. kävi täällä                                 |
| 1982  | Matti Tiisala Jouko Turkka                     | Se ei ollut ovi Aiheita, proosaa                     |
| 1983  | Joni Skiftesvik                                | Puhalluskukkapoika ja taivaankorjaaja                |
| 1984  | Anna-Leena Härkönen                            | Häräntappoase                                        |
| 1985  | Rosa Liksom Boris Verho                        | Yhden yön pysäkki Varastossa aina palaa valo         |
| 1986  | Juha Seppälä                                   | Torni                                                |
| 1987  | Sakari Issakainen                              | Paratiisissa ei soi Paganini                         |
| 1988  | Sylvia Juutinen Päivi Perttula                 | Jatulintarha Suhdetta                                |
| 1989  | Pirkko Lindberg                                | Byte (suom. Saalis)                                  |
| 1990  | Marko Kari                                     | Reviiri                                              |
| 1991  | Marjatta Schier                                | Myrkkyliljat                                         |
| 1992  | Jouni Inkala                                   | Tässä sen reuna                                      |
| 1993  | Tomi Kontio                                    | Tanssisalitaivaan alla                               |
| 1994  | Markus Nummi                                   | Kadonnut Pariisi                                     |